# Lozio
Lozio is een gemeente in de Italiaanse provincie Brescia (regio Lombardije) en telt 390 inwoners (31-12-2004). De oppervlakte bedraagt 23,8 km², de bevolkingsdichtheid is 18 inwoners per km².

## Demografie
Lozio telt ongeveer 208 huishoudens. Het aantal inwoners daalde in de periode 1991-2001 met 12,0% volgens cijfers uit de tienjaarlijkse volkstellingen van ISTAT.
| Jaar | Inwoneraantal |
| ---- | ------------- |
| 1991 | 460           |
| 2001 | 405           |

## Geografie
Lozio grenst aan de volgende gemeenten: Cerveno, Malegno, Ossimo, Schilpario (BG).

## Externe link

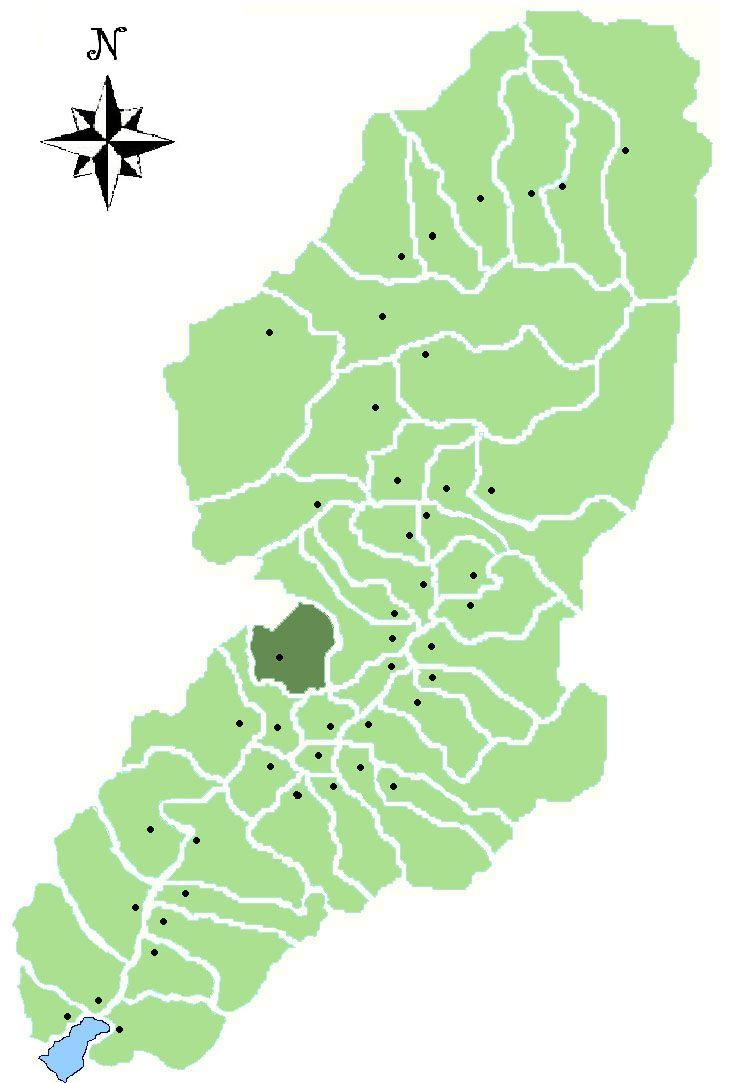
Lozio's land in Valle Camonica